# Acinos
Acinos, nekadašnji biljni rod klasificiran porodici Lamiaceae. Opisao ga je 1754. Philip Miller. Sinonim, za rod Clinopodium L., 1753.

## Sinonimi
1. Acinos acinos (L.) Huth, nevalidna publ. = Clinopodium acinos (L.) Kuntze
2. Acinos acuminatus Friv. = Clinopodium acinos (L.) Kuntze
3. Acinos acutifolius Schur = Clinopodium alpinum subsp. alpinum
4. Acinos adscendens Moench, nom. illeg. = Clinopodium alpinum subsp. majoranifolium (Mill.) Govaerts
5. Acinos alpinus (L.) Moench = Clinopodium alpinum (L.) Kuntze
6. Acinos alpinus f. albiflorus E.Brandis ex Šilic = Clinopodium alpinum subsp. alpinum
7. Acinos alpinus f. hirsutus (Pant.) Šilic = Clinopodium alpinum subsp. alpinum
8. Acinos alpinus subsp. aetnensis (Strobl) Greuter = Clinopodium alpinum subsp. alpinum
9. Acinos alpinus subsp. dinaricus Šilic = Clinopodium alpinum subsp. alpinum
10. Acinos alpinus subsp. hungaricus (Simonk.) Soják = Clinopodium alpinum subsp. hungaricum (Simonk.) Govaerts
11. Acinos alpinus subsp. majoranifolius (Mill.) P.W.Ball = Clinopodium alpinum subsp. majoranifolium (Mill.) Govaerts
12. Acinos alpinus subsp. meridionalis (Nyman) P.W.Ball = Clinopodium alpinum subsp. meridionale (Nyman) Govaerts
13. Acinos alpinus subsp. nebrodensis (A.Kern. & Strobl) C.Brullo & Brullo = Clinopodium alpinum subsp. meridionale (Nyman) Govaerts
14. Acinos alpinus subsp. nomismophyllus (Rech.f.) Leblebici = Clinopodium alpinum subsp. hungaricum (Simonk.) Govaerts
15. Acinos alpinus subsp. patavinus (Jacq.) Soják = Clinopodium alpinum subsp. majoranifolium (Mill.) Govaerts
16. Acinos alpinus subsp. pyrenaeus (Braun-Blanq.) M.Laínz = Clinopodium alpinum subsp. alpinum
17. Acinos alpinus var. adrianopolitanus (Podp.) Ancev = Clinopodium alpinum subsp. alpinum
18. Acinos alpinus var. albanicus (Kümmerle & Jáv.) Šilic = Clinopodium alpinum subsp. albanicum (Kümmerle & Jáv.) Govaerts
19. Acinos alpinus var. dinaricus Šilic = Clinopodium alpinum subsp. alpinum
20. Acinos alpinus var. elatior Griseb. = Clinopodium alpinum subsp. majoranifolium (Mill.) Govaerts
21. Acinos alpinus var. hirsutus Pant. = Clinopodium alpinum subsp. alpinum
22. Acinos alpinus var. latior Schott = Clinopodium alpinum subsp. alpinum
23. Acinos alpinus var. nebrodensis (A.Kern. & Strobl) Pignatti = Clinopodium alpinum subsp. meridionale (Nyman) Govaerts
24. Acinos alpinus var. pseudacinos (Lacaita) Pignatti = Clinopodium alpinum subsp. alpinum
25. Acinos alpinus var. sardoa (Asch. & Levier) Pignatti = Clinopodium alpinum subsp. sardoum (Asch. & Levier) Govaerts
26. Acinos alpinus var. thracicus (Velen.) Ancev = Clinopodium alpinum subsp. alpinum
27. Acinos arvensis (Lam.) Dandy = Clinopodium acinos (L.) Kuntze
28. Acinos arvensis subsp. eglandulosus (Klokov) Tzvelev = Clinopodium acinos (L.) Kuntze
29. Acinos arvensis subsp. villosus (Pers.) Soják = Clinopodium acinos (L.) Kuntze
30. Acinos arvensis var. acuminatus (Friv.) Šilic = Clinopodium acinos (L.) Kuntze
31. Acinos arvensis var. argutus (Rchb.) Šilic = Clinopodium acinos (L.) Kuntze
32. Acinos arvensis var. lancifolius (Murb.) Šilic = Clinopodium acinos (L.) Kuntze
33. Acinos arvensis var. perennans (Vis.) Šilic = Clinopodium acinos (L.) Kuntze
34. Acinos arvensis var. villosus (Pers.) Šilic = Clinopodium acinos (L.) Kuntze
35. Acinos baumgartenii (Simonk.) Klokov = Clinopodium alpinum subsp. hungaricum (Simonk.) Govaerts
36. Acinos bolnokensis (Simonk.) Šilic =  Melissa bolnokensis Simonk.
37. Acinos canus (Steven ex M.Bieb.) Rchb. = Clinopodium graveolens subsp. graveolens
38. Acinos clinopodiifacie Gilib., opus utique oppr. = Clinopodium acinos (L.) Kuntze
39. Acinos corsicus (Pers.) Getliffe = Clinopodium corsicum (Pers.) Govaerts
40. Acinos corsicus G.Don = Clinopodium corsicum (Pers.) Govaerts
41. Acinos eglandulosus Klokov = Clinopodium acinos (L.) Kuntze
42. Acinos erectus Friv. 	= Clinopodium graveolens subsp. rotundifolium (Pers.) Govaerts
43. Acinos exiguus (Sm.) Meikle = Clinopodium graveolens subsp. graveolens
44. Acinos exiguus G.Don ex Steud., nevalidna publ. = Clinopodium graveolens subsp. graveolens
45. Acinos fominii Des.-Shost. = Clinopodium graveolens subsp. graveolens
46. Acinos granatensis (Boiss. & Reut.) Pereda = Clinopodium alpinum subsp. meridionale (Nyman) Govaerts
47. Acinos granatensis subsp. aetnensis (Strobl) Pignatti = Clinopodium alpinum subsp. alpinum
48. Acinos grandiflorus (L.) G.Don = Drymosiphon grandiflorus (L.) Melnikov
49. Acinos graveolens (M.Bieb.) Link = Clinopodium graveolens (M.Bieb.) Kuntze
50. Acinos herba-barona (Loisel.) G.Don = Thymus herba-barona Loisel.
51. Acinos heterophyllus G.Don = Clinopodium suaveolens (Sm.) Kuntze
52. Acinos hungaricus (Simonk.) Šilic = Clinopodium alpinum subsp. hungaricum (Simonk.) Govaerts
53. Acinos hungaricus f. albiflorus (K.Malý) Šilic = Clinopodium alpinum subsp. hungaricum (Simonk.) Govaerts
54. Acinos hungaricus f. coloratus (Bornm.) Šilic = Clinopodium alpinum subsp. hungaricum (Simonk.) Govaerts
55. Acinos hungaricus f. cuneatus (Simonk.) Šilic = Clinopodium alpinum subsp. hungaricum (Simonk.) Govaerts
56. Acinos hungaricus f. kindingeri (Adamovic) Šilic = Clinopodium alpinum subsp. hungaricum (Simonk.) Govaerts
57. Acinos hungaricus f. ozrensis (Ritter-Studn.) Šilic = Clinopodium alpinum subsp. hungaricum (Simonk.) Govaerts
58. Acinos hungaricus f. rosiflorus (K.Malý) Šilic = Clinopodium alpinum subsp. hungaricum (Simonk.) Govaerts
59. Acinos hungaricus var. doiranensis (Bornm.) Šilic = Clinopodium alpinum subsp. hungaricum (Simonk.) Govaerts
60. Acinos hungaricus var. marginatus (Borbás) Šilic = Clinopodium alpinum subsp. hungaricum (Simonk.) Govaerts
61. Acinos incanus Griseb. = Clinopodium graveolens subsp. rotundifolium (Pers.) Govaerts
62. Acinos inflectus Klokov = Clinopodium acinos (L.) Kuntze
63. Acinos majoranifolius (Mill.) Šilic =  Clinopodium alpinum subsp. majoranifolium (Mill.) Govaerts
64. Acinos majoranifolius f. albiflora (K.Malý) Šilic, no basionym stated. = Clinopodium alpinum subsp. hungaricum (Simonk.) Govaerts
65. Acinos majoranifolius f. hirsutior (Rohlena) Šilic = Clinopodium alpinum subsp. majoranifolium (Mill.) Govaerts
66. Acinos majoranifolius f. kindigeri (Adamovic) Šilic = Clinopodium alpinum subsp. hungaricum (Simonk.) Govaerts
67. Acinos majoranifolius f. ozrensis (Ritter-Studn.) Šilic = Clinopodium alpinum subsp. hungaricum (Simonk.) Govaerts
68. Acinos majoranifolius f. rosiflorus (K.Malý) Šilic = Clinopodium alpinum subsp. hungaricum (Simonk.) Govaerts
69. Acinos majoranifolius subsp. elatior (Griseb.) Holub = Clinopodium alpinum subsp. majoranifolium (Mill.) Govaerts
70. Acinos minae (Lojac.) Giardina & Raimondo = Clinopodium minae (Lojac.) Peruzzi & F.Conti
71. Acinos mixtus (Ausserd. ex Heinr.Braun & Sennholz) Bässler =  Clinopodium mixtum (Ausserd. ex Heinr.Braun & Sennholz) Starm.
72. Acinos montenegrinus (Sagorski) Šilic = Clinopodium alpinum subsp. majoranifolium (Mill.) Govaerts
73. Acinos nanus P.H.Davis & Doroszenko = Clinopodium nanum (P.H.Davis & Doroszenko) Govaerts
74. Acinos orontius (K.Malý) Šilic = Clinopodium alpinum subsp. orontium (K.Malý) Govaerts
75. Acinos orontius f. albiflorus Šilic = Clinopodium alpinum subsp. orontium (K.Malý) Govaerts
76. Acinos patavinus (Jacq.) Pers. = Clinopodium alpinum subsp. majoranifolium (Mill.) Govaerts
77. Acinos pseudacinos (Lacaita) Fen. = Clinopodium alpinum subsp. alpinum
78. Acinos purpurascens Pers. = Clinopodium graveolens subsp. rotundifolium (Pers.) Govaerts
79. Acinos rotundifolius Friv. ex Walp. = Clinopodium alpinum subsp. alpinum
80. Acinos rotundifolius Pers. = Clinopodium graveolens subsp. rotundifolium (Pers.) Govaerts
81. Acinos sardous (Asch. & Levier) Arrigoni =  Clinopodium alpinum subsp. sardoum (Asch. & Levier) Govaerts
82. Acinos schizodontus Klokov = Clinopodium acinos (L.) Kuntze
83. Acinos suaveolens (Sm.) G.Don = Clinopodium suaveolens (Sm.) Kuntze
84. Acinos suaveolens f. acuminatus (Velen.) Šilic = Clinopodium suaveolens (Sm.) Kuntze
85. Acinos suaveolens f. tinctus (Bornm.) Šilic = Clinopodium suaveolens (Sm.) Kuntze
86. Acinos suaveolens subsp. bulgaricus Chrtek = Clinopodium suaveolens (Sm.) Kuntze
87. Acinos suaveolens subsp. kalampacanus Chrtek =  Clinopodium suaveolens (Sm.) Kuntze
88. Acinos suaveolens subsp. thessalicus Chrtek = Clinopodium suaveolens (Sm.) Kuntze
89. Acinos suaveolens var. viridis (Heldr. & Hausskn.) Šilic = Clinopodium suaveolens (Sm.) Kuntze
90. Acinos subcrispus Klokov = Clinopodium acinos (L.) Kuntze
91. Acinos thymoides Moench = Clinopodium acinos (L.) Kuntze
92. Acinos thymoides var. perennans Vis. = Clinopodium acinos (L.) Kuntze
93. Acinos thymoides var. villosus (Pers.) Vis. = Clinopodium acinos (L.) Kuntze
94. Acinos transsilvanica Schur = Clinopodium nepeta subsp. nepeta
95. Acinos troodi (Post) Leblebici = Clinopodium troodi (Post) Govaerts
96. Acinos troodi subsp. grandiflorus Hartvig & Å.Strid =  Clinopodium troodi subsp. grandiflorum (Hartvig & Å.Strid) Govaerts
97. Acinos troodi subsp. vardaranus Leblebici =  Clinopodium troodi subsp. vardaranum (Leblebici) Govaerts
98. Acinos villosus Pers. = Clinopodium acinos (L.) Kuntze
99. Acinos villosus var. argutus Rchb. = Clinopodium acinos (L.) Kuntze
100. Acinos vulgaris (L.) Pers. = Clinopodium vulgare L.
101. Acinos vulgaris var. villosus (Pers.) Boenn. =  Clinopodium acinos (L.) Kuntze